# Thibouville

Thibouville este o comună în departamentul Eure, Franța. În 1 ianuarie 2022 avea o populație de 326 de locuitori.